# Brian Patrick Clarke
Brian Patrick Clarke (Gettysburg, 1º agosto 1952) è un attore statunitense.
È noto per i suoi ruoli in serie televisive come Delta House e La famiglia Bradford, Saranno Famosi e soap opera come General Hospital, Beautiful, Febbre d'amore e Sunset Beach.

## Doppiatori italiani
- Roberto Chevalier ne La famiglia Bradford